# Liste des races d'oie domestique
Cette liste des races d'oie domestique n'est pas exhaustive. Les races de type Anser anser et Anser cygnoides ne sont pas différenciées car les croisements ont été tels que seules des analyses génétiques poussées permettraient de définir le pourcentage de l'une et l'autre dans les races.. Certaines races portent des noms différents selon les pays avec souvent des traductions erronées ou des dénominations fantaisistes. L'oie de Lege est un bon exemple : Lege en allemand signifie pondeuse. La Deutsche Legegans est donc tout simplement une oie pondeuse allemande. L'oie de Guinée vient en fait de Chine. L'oie africaine de Hong Kong. Les dénominations erronées ainsi que les noms étrangers d'origine renvoient à la dénomination correcte.
Liste des différents noms de races d'oies domestiques classés par ordre alphabétique.

## A
- Haut – A
- B
- C
- D
- E
- F
- G
- H
- I
- J
- K
- L
- M
- N
- O
- P
- Q
- R
- S
- T
- U
- V
- W
- X
- Y
- Z

- Oie d'Adler (Адлерская) : oie industrielle sélectionnée par l'élevage de volaille de la ville d'Adler dans la région de Krasnodar en Russie. C'est un croisement entre l'oie locale et la grande oie grise de Russie et l'oie de Solnechnogorsk[1],[2].
- Oie africaine* : voir oie de Hong Kong.  Nom donné du fait de l'origine lointaine et inconnue
- Oie de l'Ain* : dénomination commerciale de l'oie de Bresse destinée à contourner le monopole d'appellation de l'AOC « Volaille de Bresse » ne concernant que la poule de Bresse et la dinde de Bresse. Voir oie de Bresse
- Oie pondeuse allemande   (Deutsche Legegans) : Oie sélectionnée en Saxe en Allemagne.
- Oie d'Alsace : oie originaire de la région de Basse-Alsace en France
- Oie fauve américaine  (American Buff Goose) : oie originaire des États-Unis, probablement issue des races d'oies européennes de même couleur, en particulier de l'oie fauve de Brecon.
- Oie fauve huppée américaine   (American Tufted Buff Goose) : oie originaire des États-Unis issue d'un croisement de l'oie fauve américaine avec l'oie romagnole huppée.
- Oie de l'Amour : oie originaire du fleuve Amour en Chine et en Russie[2].
- Oie ampourdanaise ou oie de l'Ampourdan (Oca empordanesa) : oie originaire de la province d'Ampourdan en Catalogne en Espagne.
- Oie géante blanche d'Andocs (Andocsi óriás fehér lúd) : oie originaire du village d'Andocs dans la région de Transdanubie méridionale en Hongrie.
- Oie anglaise à selle (English saddleback goose) : oie originaire d'Angleterre (oie d'Angleterre occidentale ?)
- Oie anglaise grise (English greyback goose) : oie originaire d'Angleterre(oie d'Angleterre occidentale ?)
- Oie frisée anglaise

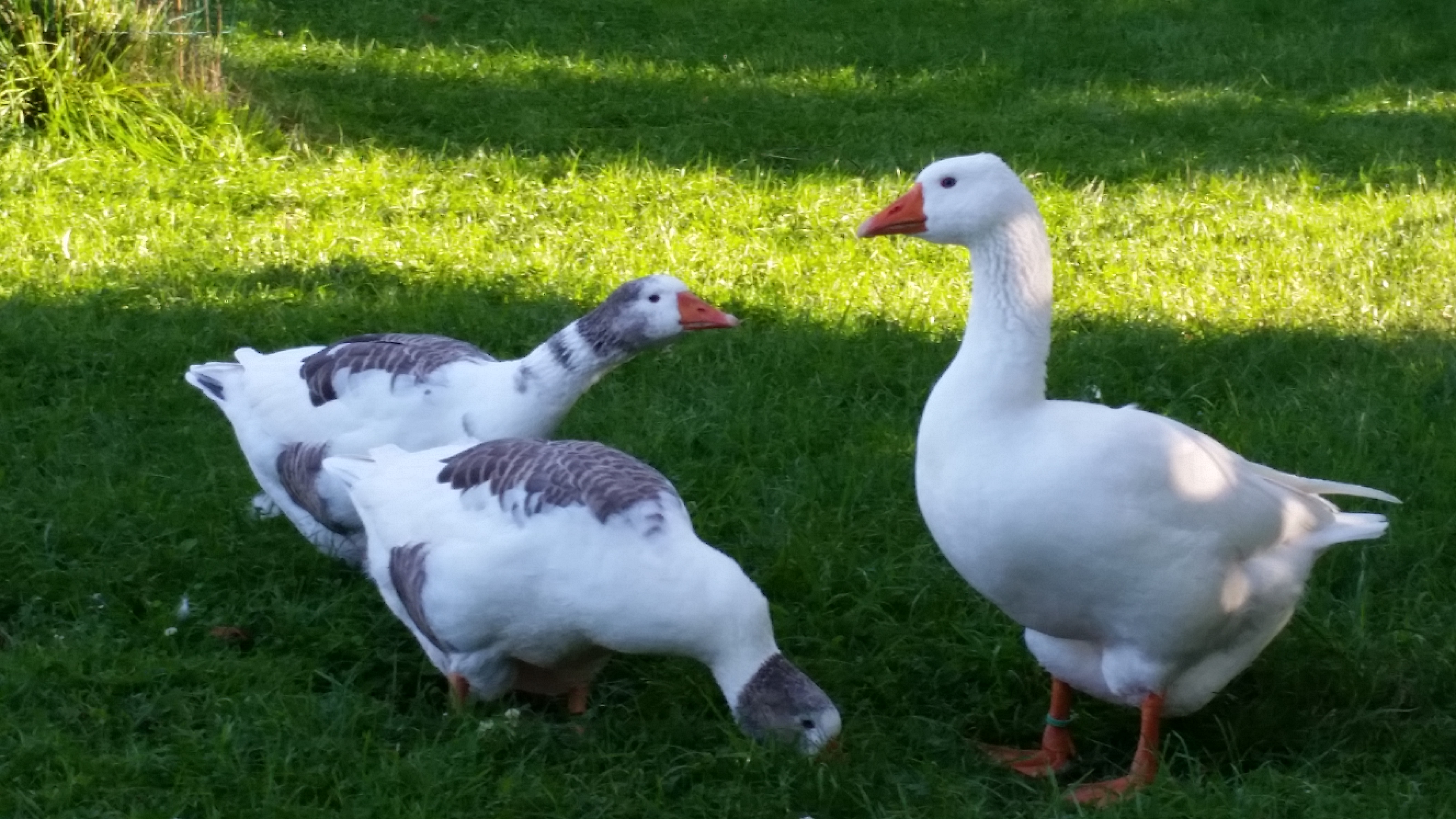
Oies d'Angleterre occidentale.

- Oie d'Angleterre occidentale (West of England goose) : oie originaire de l'Angleterre du Sud-Ouest (West Country)
- Oie blanche d'Anhui occidental : oie originaire de la province d'Anhui en Chine.
- Oie d'Aonghus : oie originaire de la province de Munster en Irlande
- Oie d'Artiguères : oie industrielle de la Station expérimentale de l'oie de l'INRA à Artiguères (Benquet en Gascogne en France)
- Oie d'Arzamas (Арзамасская) : oie originaire de la ville d'Arzamas dans la région de Nijni Novgorod en Russie[1],[2].
- Oie d'Astrakhan : autre dénomination de l'oie du Danube
- Oie d'Auch : oie originaire des environs de la ville d'Auch en Gascogne en France. C'est une sous-race industrielle de l'oie de Toulouse
- Oie autrichienne : oie originaire de Basse-Autriche. Très proche de l'oie bavaroise et de l'oie d'Alsace
- Oie azérie : oie originaire d'Azerbaïdjan.

## B
- Haut – A
- B
- C
- D
- E
- F
- G
- H
- I
- J
- K
- L
- M
- N
- O
- P
- Q
- R
- S
- T
- U
- V
- W
- X
- Y
- Z

- Oie de Babat (Babati májhybrid lúd) : oie industrielle du village de Babat en Hongrie septentrionale.
- Oie grise des Landes de Babat : oie industrielle du village de Babat en Hongrie septentrionale. Sous-race de l'oie grise des Landes
- Oie grise des Landes de Bálbona : oie industrielle du village de Bálbona en Transdanubie centrale en Hongrie. Sous-race de l'oie grise des Landes.
- Oie blanche de Cotignola et de Bagnacavallo (Oca bianca di Cotignola e Bagnacavallo) : oie originaire des communes de Cotignola et Bagnacavallo de la région de la Romagne en Italie. Assimilable à l'oie romagnole.
- Oie de Balayan voir oie de Huo Yan.
- Oie de Baiki ou oie de Baizki : oie originaire du district de Jinxiang dans la province du Shandong en Chine
- Oie basque (Euzkal antzara) : oie originaire du Pays basque espagnol. Du basque antzara qui signifie oie en français.
- Oie bavaroise : oie originaire de Bavière en Allemagne. Très similaire à l'oie d'Alsace et l'oie autrichienne
- Oie de Bavent : oie normande huppée, originaire de Normandie en France autour de la commune de Bavent
- Oie de Toulouse à bavette (industrielle)
- Oie de Toulouse ou oie de Toulouse sans bavette : oie originaire des environs de la ville de Toulouse dans la région du Languedoc en France.
- Bernache du Canada : élevée en Amérique du Nord avec permis spécial. Élevage interdit en Europe.
- Oie de Biłgoraj : oie originaire de la ville de Biłgoraj dans la région de Lublin en Pologne
- Oies blanches
  - Oie géante blanche d'Andocs : oie originaire du village d'Andocs dans la région de Transdanubie méridionale en Hongrie
  - Oie blanche d'Anhui occidental : oie originaire de la province d'Anhui en Chine.
  - Oie blanche du Bourbonnais ou oie bourbonnaise blanche : oie originaire de la région du Bourbonnais en France
  - Oie blanche de Chine
  - Oie blanche de Cotignola et de Bagnacavallo (Oca bianca di Cotignola e Bagnacavallo) : oie originaire des communes de Cotignola et Bagnacavallo de la région de la Romagne en Italie. Assimilable à l'oie romagnole
  - Oie hongroise blanche (Magyar fehér lúd): oie originaire de Hongrie
  - Oie blanche d'Italie : oie originaire d'Italie
  - Oie blanche de Koluda Wielka : oie industrielle de la Station expérimentale d'élevage de Koluda Wielka près de la ville de Inowrocław dans la région de Cujavie en Pologne
  - Oie blanche de LianHua : oie originaire du district de Lianhua dans la province de Jiangxi en Chine.
  - Oie blanche de Lingxian : oie originaire du district de Lingxian dans la province de Hunan en Chine
  - Oie blanche de Minbei : oie originaire de la province de Fujian en Chine
  - Oie blanche norvégienne (Norsk hvit gås) : oie originaire de Norvège
  - Oie blanche du Poitou : oie originaire de la région du Poitou en France
  - Oie blanche du Sichuan : oie originaire de la province du Sichuan en Chine
  - Oie blanche de Slovaquie ou oie slovaque du Danube : oie originaire du sud de la Slovaquie (Nitra, Levice). C'est un croisement entre les oies locales, l'oie de Hongrie et l'oie d'Emden
  - Oie blanche de Szentes (Szentesi fehér lúd) : oie originaire du village de Szentes dans la région de la Grande Plaine méridionale en Hongrie
  - Oie blanche tchèque : oie originaire de République tchèque
  - Oie blanche de Touraine : oie originaire de la région de Touraine en France
  - Grande oie blanche d'Ukraine (industrielle)
  - Oie blanche de Zagyvarékasi (Zagyvarékasi fehér lúd) : oie originaire du village de Zagyvarékasi dans la région de la Grande Plaine septentrionale en Hongrie
  - Oie blanche du Zhe Dong
  - Oie blanche du Zhijin : oie originaire du district du Zhijin dans la province du Guizhou en Chine
- Oie de Bogdanovka* : dénomination soviétique de l'oie de Djavakhétie
- Oie de Bohème* : proposition de l'Allemagne refusée par la Tchéquie pour différencier l'oie tchèque de l'oie tchèque allemande car Bohème et Tchéquie se confondent en tchèque.
- Oie blanche du Bourbonnais ou oie bourbonnaise blanche : oie originaire de la région du Bourbonnais en France
- Oie fauve de Brecon : oie originaire de Brecon au Pays de Galles
- Oie de Bresse ou oie bressane ou Oie de l'Ain* : oie originaire de la région de la Bresse en France. La dénomination Oie de l'Ain* est à éviter : elle a été choisie par les groupements d'éleveurs pour contourner l'interdiction d'utiliser l'AOC « Bresse »
- Oie de Bresse blanche
- Oies brunes
  - Oie brune de Chine
  - Oie brune hybride de Hungavis (Hungavis barna lúdhybrid) : oie industrielle sélectionnée par la société d'État Hungavis-Babolna en Hongrie.

## C
- Haut – A
- B
- C
- D
- E
- F
- G
- H
- I
- J
- K
- L
- M
- N
- O
- P
- Q
- R
- S
- T
- U
- V
- W
- X
- Y
- Z

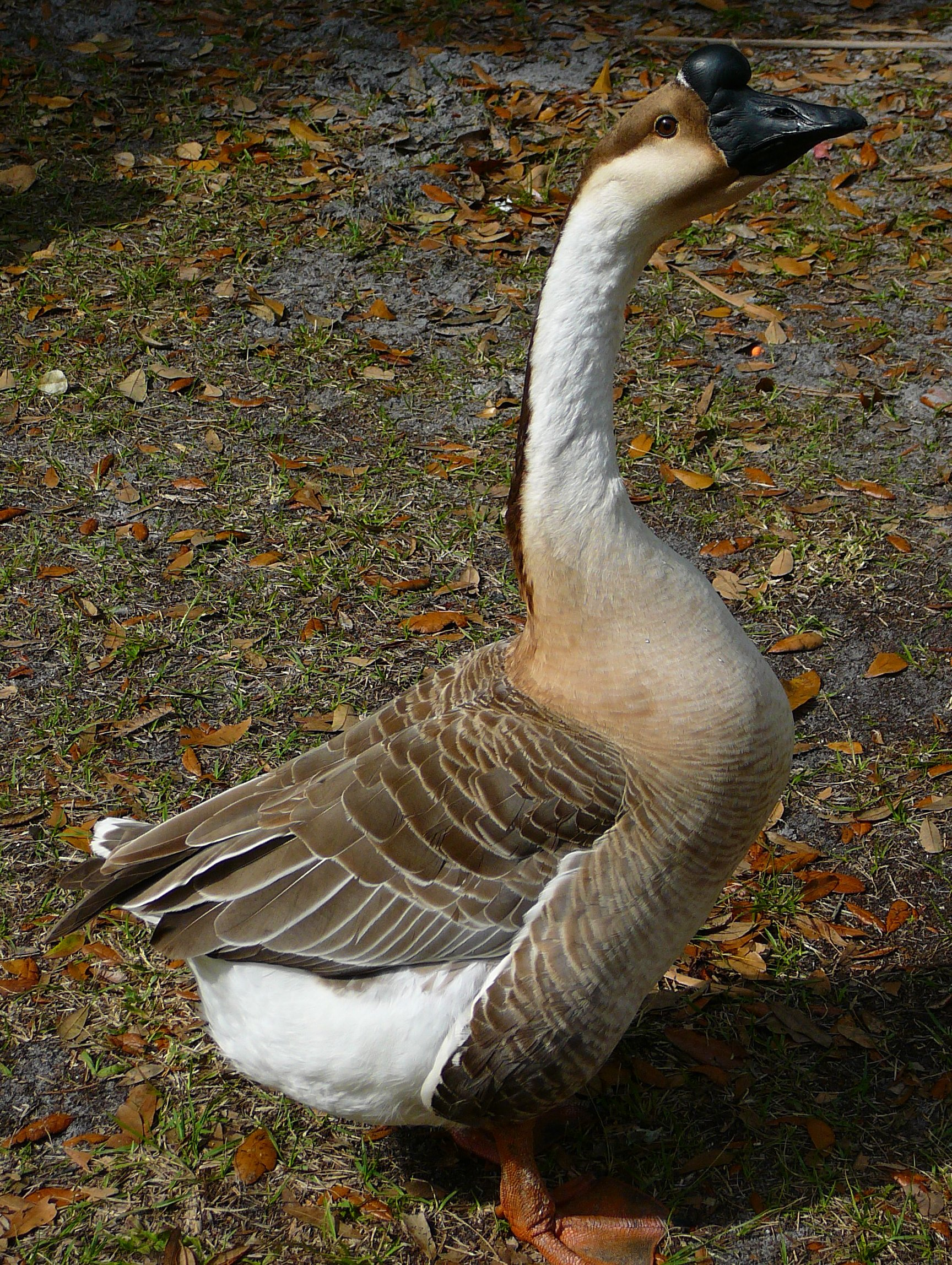
Oie brune de Chine.

- Oie de Cai Hai : oie originaire de Chine. Race éteinte en 1999.
- Cameroun
- Oie de Castres ou oie castraise : oie originaire des environs de la ville de Castres en Languedoc en France. C'est une sous-race de l'oie de Toulouse obtenue par croisement de celle-ci avec l'oie blanche.
- Oie huppée de Castres : oie originaire des environs de la ville de Castres en Languedoc en France
- Oie de Celle (Celler Gans) : oie originaire des environs de la ville de Celle dans la région du Hanovre en Allemagne. Elle est issue de l'oie de Poméranie.
- Oie fauve de Celle
- Oie de Chadrinsk ou oie de l'Oural, Шадринская (уральская) : oie originaire de la ville de Chadrinsk à l'est de l'Oural en Russie[1],[2].
- Oie des champs de coton (Cotton Patch Goose) : oie originaire du Sud-Est des États-Unis
- Oie de Changle : oie originaire de la ville de Changle (Chánglè) dans la province de Fujian en Chine
- Oie chauve de Pskov (Псковская): oie originaire des environs de la ville de Pskov en Russie occidentale[1],[2].
- Oie du Chili : oie issue de croisement entre toutes les différentes races européennes amenées au Chili, les techniques d'élevage s'étant perdues.
- Oie de Chine : oie originaire de Mandchourie en Chine. Son origine lointaine lui a valu de nombreux noms fantaisistes : oie de Guinée*, oie africaine*, oie de Gambie* oie du Japon, oie de Moscaire*, oie de Sibérie*, oie du Siam*
- Oie blanche de Chine
  - Oie brune de Chine
  - Oie grise de Chine
- Oie Co ou oie Sen (Ngong co)) : oie originaire de la province de Ha Tai au Viêt Nam
- Oie colosse blanche (Kolos fehér lúd): oie industrielle de Hongrie
- Oie colosse grise (Kolos szürke lúd): oie industrielle de Hongrie
- Oie colosse de Pannonie ((Kolos pannonlúd): oie industrielle de Hongrie
- Oies de combat
  - Oie de combat de Steinbach (Steinbacher Kampfgans) : oie originaire de la ville de Steinbach-Hallenberg et de Brotterode en Thuringe en Allemagne. Elle est issue probablement d'un croisement entre l'oie commune et l'oie de Chine ou l'oie de combat de Toula.
  - Oie de combat de Toula, (Тульская (тульская бойцовая)) : oie originaire des environs de la ville de Toula en Russie[1],[2].
- Oie blanche de Cotignola et de Bagnacavallo (Oca bianca di Cotignola e Bagnacavallo) : oie originaire des communes de Cotignola et Bagnacavallo de la région de la Romagne en Italie. Assimilable à l'oie romagnole
- Oie des champs de coton (Cotton Patch Goose) : oie originaire du Sud des États-Unis
- Oie cuivrée de Wugang : oie originaire des environs de la ville de Wugang dans la province du Hunan en Chine

## D
- Haut – A
- B
- C
- D
- E
- F
- G
- H
- I
- J
- K
- L
- M
- N
- O
- P
- Q
- R
- S
- T
- U
- V
- W
- X
- Y
- Z

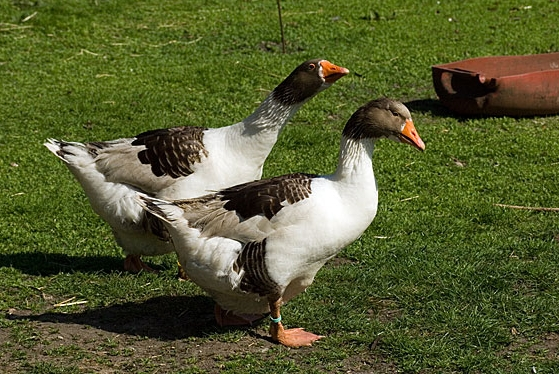
Oies fermières danoises.

- Oie fermière danoise (Dansk landgås) : oie originaire du Jutland au Danemark
- Oie grise danoise (Gråbrugede Danske Gås) ou (Grå Danske Gås)
- Dansk landgås : nom danois de l'oie fermière danoise
- Oie du Danube (Podunavska guska) : oie originaire du Danube inférieur et de la Mer noire. Sa vaste aire d'origine se reflète dans ses dénominations : oie d'Astrakhan, oie de Sébastopol (ramenée en France et en Grande-Bretagne par le port de Sébastopol après la Guerre de Crimée), oie de Turquie.
- Danube frisée
- Oie blanche de Slovaquie ou oie slovaque du Danube : oie originaire du sud de la Slovaquie (Nitra, Levice). C'est un croisement entre les oies locales, l'oie de Hongrie et l'oie d'Emden
- Oie du Dào : oie originaire du district de Dao dans la province de Hunan en Chine
- Oie de Diepholz  (Diepholzer Gans) : oie originaire des environs de la ville de Diepholz dans la région du Hanovre en Allemagne
- Oie de Dithmarse : oie originaire de la Dithmarse, région du Holstein en Allemagne
- Oie de Djavakhétie : oie originaire de la ville de Ninotsminda dans la région de Djavakhétie en Géorgie. Oie de Djavakhuri* (djvakhuri) signifie de Djavakhétie en géorgien. oie de Bogdanovka* : ancien nom soviétique de Ninotsminda
- Oie à dos fauve ? buff back?
- Oie de la Drave : oie originaire de Croatie

## E
- Haut – A
- B
- C
- D
- E
- F
- G
- H
- I
- J
- K
- L
- M
- N
- O
- P
- Q
- R
- S
- T
- U
- V
- W
- X
- Y
- Z

- Oie d'Emden (Emdener Gans) : oie originaire des environs de la ville d'Emden dans la région de Frise orientale en Allemagne. (Embden est un ancien nom de la ville).
- Oie d'Empordà* (Oca empordanesa) : voir oie ampourdanaise
- English saddleback : nom anglais de l'oie anglaise à selle
- Euzkal antzara : nom basque de l'oie basque, originaire du Pays basque espagnol

## F
- Haut – A
- B
- C
- D
- E
- F
- G
- H
- I
- J
- K
- L
- M
- N
- O
- P
- Q
- R
- S
- T
- U
- V
- W
- X
- Y
- Z

- Oies fauves

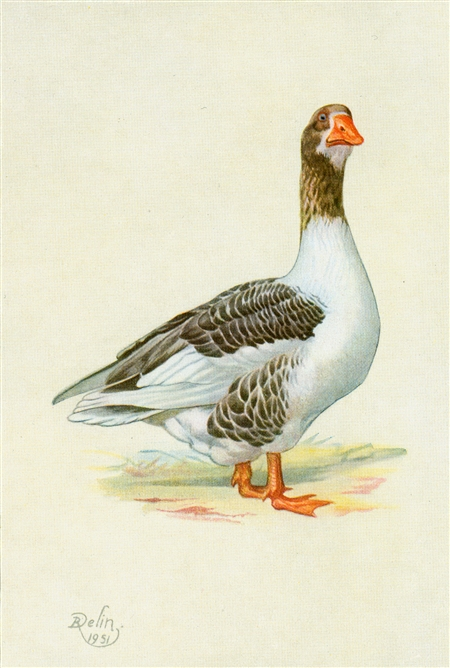
Oie flamande, illustration de René Delin (1951).

  - Oie fauve américaine  (American Buff Goose) : oie originaire des États-Unis.
  - Oie fauve frisée américaine  (American Tufted Buff Goose) : oie originaire des États-Unis.
  - Oie fauve de Brecon : oie originaire de Brecon au Pays de Galles
  - Oie fauve de Celle
- Oie grise de Fengcheng : oie originaire de la ville de Fengcheng dans la province de Jiangxi en Chine
- Oie fermière danoise (Dansk landgås) : oie originaire du Jutland au Danemark
- Oie fermière franconienne ou oie de Franconie (Fränkische Landgans) : oie originaire de la région de Franconie dans l'État fédéré de Bavière en Allemagne
- Oie féroïenne (féroïen : Føroyska Gásin) : oie originaire des îles Féroé
- Oie flamande ou oie des Flandres (Vlaamse gans) : oie originaire de l'ouest de l'ancien comté de Flandre partagé entre la Belgique et la France
  - Oie flamande pie-cendré
  - Oie flamande blanche
- Oie de Fleurance* : voir oie de Toulouse
- Foulque
- Oie frioulane : oie originaire de la région du Frioul en Italie. Similaire à l'oie grise de Padoue
- Franconie fermière
  - Franconie bleue
- Oie fermière franconienne ou oie de Franconie  (Fränkische Landgans) : oie originaire de la région de Franconie dans l'État fédéré de Bavière en Allemagne
- Oie fauve frisée américaine  (American Tufted Buff Goose) : oie originaire des États-Unis.
- Oie frisée anglaise

## G
- Haut – A
- B
- C
- D
- E
- F
- G
- H
- I
- J
- K
- L
- M
- N
- O
- P
- Q
- R
- S
- T
- U
- V
- W
- X
- Y
- Z

- Oie de Gang ou Oie de Tie-Jia : oie originaire de la vallée de l'Anning, dans la préfecture autonome yi de Liangshan dans la province de  Sichuan en Chine.
- Oie géante blanche d'Andocs : oie originaire du village d'Andocs dans la région de Transdanubie méridionale en Hongrie
- Géronaise
- Oie du Gers* : voir oie de Toulouse. Nom donné jadis vu la grande concentration dans le département du Gers.
- Oie de Gimont : voie oie de Toulouse
- Oie de Gorki voir oie de Linda[1]
- Oie de Gothie (Gotlandsgås) : oie de l'île de Gothie à l'est de la Suède
- Oie de Gotland* voir oie de Gothie.
- Oie des Gourmets (Gourmand SI 14 máj lúd) : oie industrielle de Hongrie.
- Grande oie blanche d'Ukraine (industrielle)
- Grande oie grise d'Ukraine (industrielle)
- Oies grises
  - Greyback : nom anglais de l'oie anglaise à dos gris
  - Oie grise de Chine
  - Oie colosse grise (Kolos szürke lúd): oie industrielle de Hongrie
  - Oie grise danoise (Gråbrugede Danske Gås) ou (Grå Danske Gås)
  - Oie grise de Fengcheng : oie originaire de la ville de Fengcheng dans la province de Jiangxi en Chine
  - Oie grise d'Orosháza Orosházi szürke lúd : oie originaire de la ville d'Orosháza dans la région de la Grande Plaine méridionale en Hongrie
  - Oie grise des Landes : oie industrielle des Landes en Gascogne en France sélectionnée pour le foie gras à partir de l'oie de Toulouse.
  - Oie grise des Landes de Babat : oie industrielle du village de Babat en Hongrie septentrionale
  - Oie grise des Landes de Bálbona : oie industrielle du village de Bálbona en Transdanubie centrale en Hongrie
  - Oie grise de Padoue (Oca pezzata veneta) : oie originaire des environs de la ville de Padoue dans la région de la Vénétie en Italie
  - Oie grise du Marais poitevin : oie originaire du Marais poitevin dans la région du Poitou en France
  - Grande oie grise de Russie (industrielle)
  - Grande oie grise d'Ukraine (industrielle)
  - Oie grise de Xingguo : oie originaire du district de Xingguo dans la province du Jiangxi en Chine
  - Oie grise de Yongkang : oie originaire de la ville de Yongkang dans la province du Zhejiang en Chine
- Oie de Guangfeng Bailing : oie originaire du district de Guangfeng dans la province de Jiangxi en Chine
- Oie de Guinée* : voir Oie de Chine.

## H
- Haut – A
- B
- C
- D
- E
- F
- G
- H
- I
- J
- K
- L
- M
- N
- O
- P
- Q
- R
- S
- T
- U
- V
- W
- X
- Y
- Z

- Han Tah Pra : Thaïlande
- Hergnies
- Oie de Hong Kong : race proche de l'oie de Chine arrivée en Europe par le port de Hong Kong. Cette oie est probablement originaire du sud-est de la Chine. Elle est vraisemblablement issue d'un rétrocroisement entre l'oie de Chine et l'oie cygnoïde.
- Oie hongroise (Magyar lúd): oie originaire du bassin des Carpates dans l'ancien Royaume de Hongrie dans l'actuelle Roumanie
  - Oie hongroise blanche (Magyar fehér lúd): oie originaire de Hongrie
  - Oie frisée de Hongrie (Fodrostollú Magyar lúd): probablement issue de l'oie du Danube
- Oie d'Huo Yan ou oie d'Huo ou oie de Wulong ou oie de Balayan :  oie originaire de la ville de Changtu, dans la province de Liaoning, en Chine.
- Oie de Huangzhong ou oie de Yangjiang : oie originaire de la ville de Yangjiang dans la province de Guangdong (Canton) en Chine
- Oie Hungavis Combi (Hungavis Combi lúd) : oie industrielle sélectionnée par la société d'État Hungavis-Babolna en Hongrie.
- Oie brune hybride de Hungavis (Hungavis barna lúdhybrid) : oie industrielle sélectionnée par la société d'État Hungavis-Babolna en Hongrie.
- Oie brune hybride de Hungavis (Hungavis barna lúdhybrid) : oie industrielle sélectionnée par la société d'État Hungavis-Babolna en Hongrie.
- Oies huppées
  - Oie huppée de Castres : oie originaire des environs de la ville de Castres en Languedoc en France
  - Oie romagnole huppée : oie d'exposition ou ornementale.
  - Oie romaine huppée* voir oie romagnole huppée
  - Oie huppée tchèque  (Česká chocholata husa) : oie originaire de République tchèque
- Hwo : Chine/Corée

## I
- Haut – A
- B
- C
- D
- E
- F
- G
- H
- I
- J
- K
- L
- M
- N
- O
- P
- Q
- R
- S
- T
- U
- V
- W
- X
- Y
- Z

- Oie de l'Ili ou oie de Tacheng : oie originaire du fleuve Ili dans la Préfecture autonome kazakhe d'Ili au Turkestan oriental, région autonome ouïghoure du Xinjiang en Chine. Yiliest le nom en chinois, Ili en kazakh.
- Oie italienne (Oca italiana): oie issue directemnent de l'oie romagnole
- Italienne blanche

## J
- Haut – A
- B
- C
- D
- E
- F
- G
- H
- I
- J
- K
- L
- M
- N
- O
- P
- Q
- R
- S
- T
- U
- V
- W
- X
- Y
- Z

- Oie du Japon* : voir oie de Chine

## K
- Haut – A
- B
- C
- D
- E
- F
- G
- H
- I
- J
- K
- L
- M
- N
- O
- P
- Q
- R
- S
- T
- U
- V
- W
- X
- Y
- Z

- Oie de Kalouga (Калужская) : oie originaire des environs de la ville de Kalouga en Russie méridionale. C'est un croisement entre les oies locales et l'oie de combat de Toula[2].
- Kangan : Cambodge
- Oie de Kartuzy (gęś kartuska): oie originaire du district de Kartuzy dans la région de Cachoubie en Pologne
- Oie de Kholmogory (Холмогорская) : oie originaire du village de Kholmogory dans la région d'Arkhangelsk en Russie[1],[2].
- Oie de Kielce (gęś kielecka) : oie originaire des environs de la ville de Kielce dans la région de Petite-Pologne en Pologne
- Oie blanche de Koluda Wielka : oie industrielle de la Station expérimentale d'élevage de Koluda Wielka près de la ville de Inowrocław dans la région de Cujavie en Pologne
- Oie de Komád : oie industrielle de Hongrie
- Oie du Kouban (Кубанская) : oie industrielle de l'Institut agricole de la région du Kouban (Krasnodar) en Russie. C'est un rétrocroisement entre l'oie de Linda et l'oie de Chine[1],[2].
- Oie de Krasnozerskoïe (Краснозёрская) : oie originaire de Krasnozerskoïe dans la région de Novossibirsk en Russie. C'est un croisement entre l'oie de Chine, l'oie de Linda et l'oie italienne[1],[2].
- Oie Kun (Kun lúd) : oie industrielle de l'entreprise KUN en Hongrie.

## L
- Haut – A
- B
- C
- D
- E
- F
- G
- H
- I
- J
- K
- L
- M
- N
- O
- P
- Q
- R
- S
- T
- U
- V
- W
- X
- Y
- Z

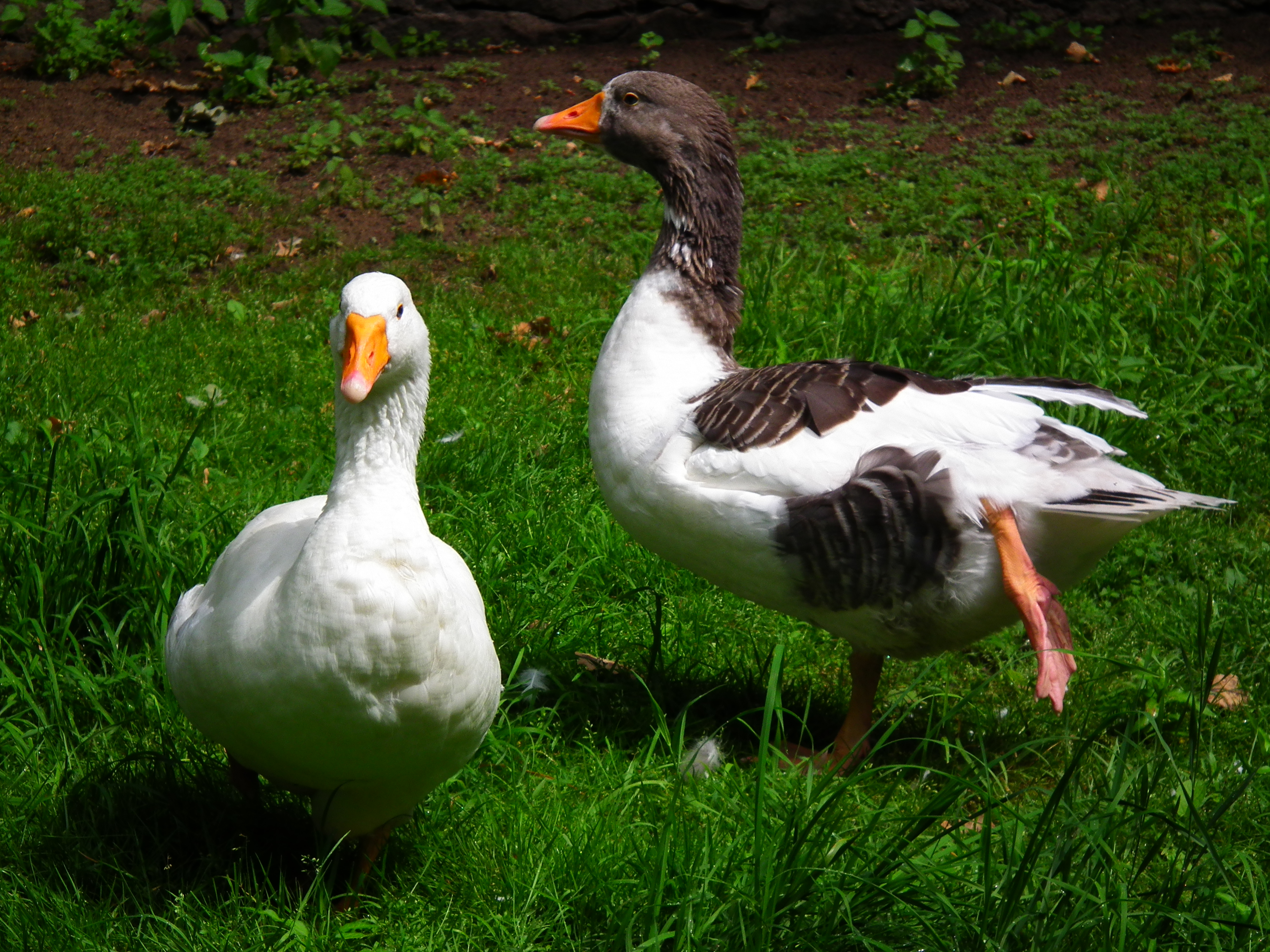
Oies de la Leine.

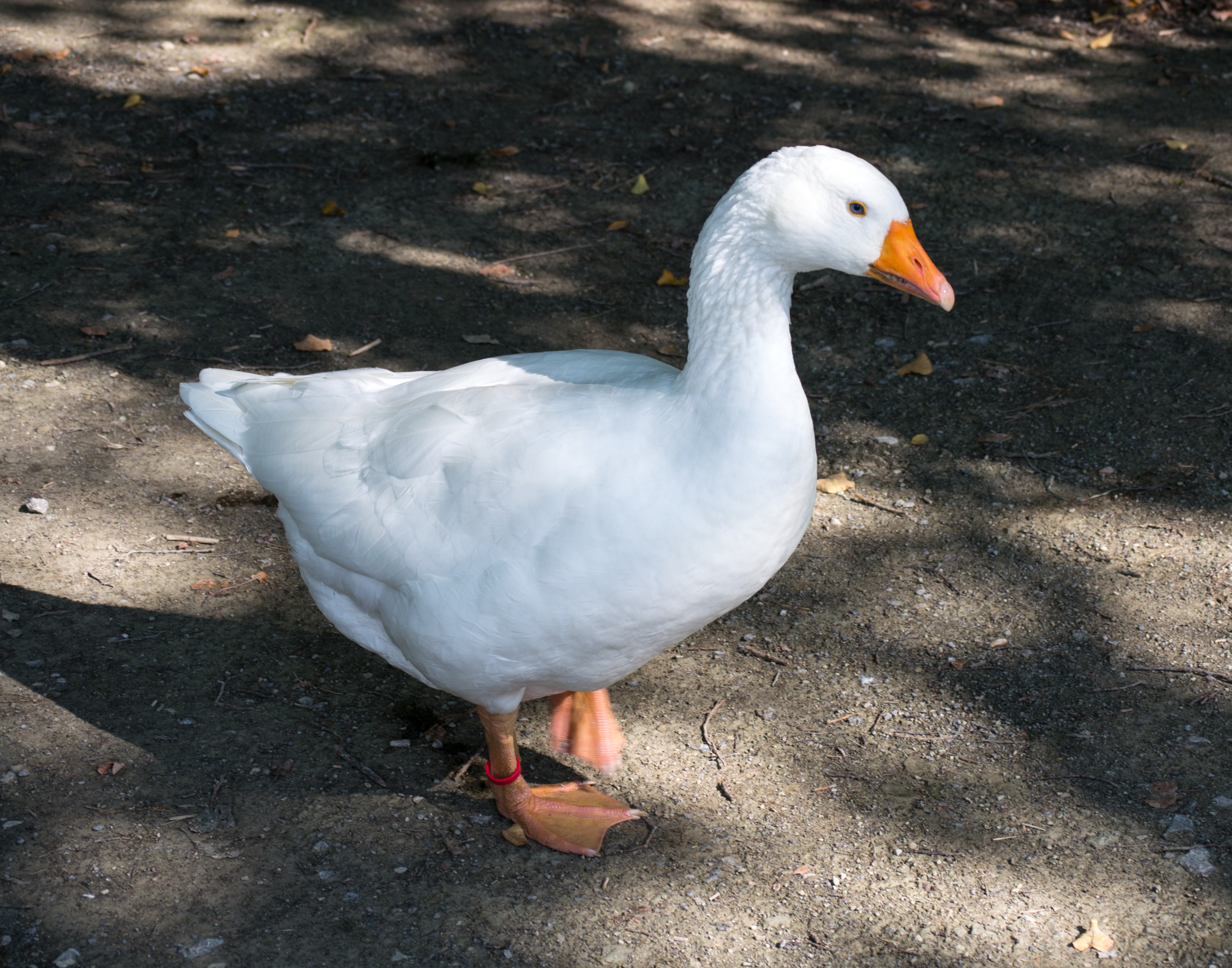
Oie de la Lippe.

- Oie grise des Landes : oie industrielle des Landes en Gascogne en France sélectionnée pour le foie gras à partir de l'oie de Toulouse.
- Oie grise des Landes de Babat : oie industrielle du village de Babat en Hongrie septentrionale
- Oie grise des Landes de Bálbona : oie industrielle du village de Bálbona en Transdanubie centrale en Hongrie
- Oie de Lege*  voir : oie pondeuse allemande.
- Oie de la Leine (Leinegans) : oie originaire de la vallée de la Leine, rivière coulant en Thuringe et en Basse-Saxe en Allemagne
- Oie blanche de LianHua : oie originaire du district de Lianhua dans la province de Jiangxi en Chine.
- Likewu : Swaziland
- Oie de Linda anciennement oie de Gorki, (Горьковская (линдовская)) : oie industrielle de l'élevage de volaille de la ville de Linda dans la banlieue de Nijni Novgorod (anciennement Gorki) en Russie. C'est un croisement entre l'oie de Chine et l'oie de Solnetchnogorsk[1],[2].
- Oie blanche de Lingxian :  oie originaire du district de Lingxian dans la province de Hunan en Chine
- Oie de la Lippe (Lippegans) : oie originaire des rives de la Lippe en Westphalie orientale en Allemagne
- Oie de Lippitsch (Lippitschergans): oie originaire de Lippitsch (Lipič en sorabe) en Basse-Lusace (Saxe) en Allemagne
- Oie de Lituanie (pulkinės) : oie originaire de Lituanie.
- Oie de la Lomellina (Oca di Lomellina) : oie originaire de la région de la Lomelline au sud-ouest de la Lombardie en Italie
- Oie de Lublin (Lubelska) : oie originaire des environs de la ville de Lublin dans la région de Petite-Pologne en Pologne

## M
- Haut – A
- B
- C
- D
- E
- F
- G
- H
- I
- J
- K
- L
- M
- N
- O
- P
- Q
- R
- S
- T
- U
- V
- W
- X
- Y
- Z

- Oie de Magang : oie originaire du district de Magang dans la province de Guangdong en Chine.
- Oie Mammouth : oie industrielle d'Ukraine
- Oie grise du Marais poitevin : oie originaire du Marais poitevin dans la région du Poitou en France
- Oie de Masseube : oie originaire de la commune de Masseube en France. C'est une sous-race de l'oie de Toulouse
- Oie Maxipalm : oie industrielle de Hongrie
- Oie Mediopalm : oie industrielle de Hongrie
- Oie de la Meuse : oie originaire de la vallée de la Meuse, en France, Belgique et Pays-Bas. Assimilable à l'oie d'Alsace
- Oie de Mezőhék Mezőhéki lúd : oie industrielle originaire du village de Mezőhék dans la région de la Grande Plaine septentrionale en Hongrie
- Oie blanche de Minbei : oie originaire de la province de Fujian en Chine
- Oie de Mongolie
- Oie de Montauban : oie originaire des environs de la ville de Montauban dans la région du Bas-Quercy en France. C'est une sous-race de l'oie de Toulouse.
- Oie de Moscaire* : voir oie de Chine

## N
- Haut – A
- B
- C
- D
- E
- F
- G
- H
- I
- J
- K
- L
- M
- N
- O
- P
- Q
- R
- S
- T
- U
- V
- W
- X
- Y
- Z

- Oie des neiges : oie blanche du Canada
- Oie normande France
- Oie blanche norvégienne (Norsk hvit gås) : oie originaire de Norvège
- Oie de Novi Pazar (novopazarska guska ; Новопазарска гуска) : oie originaire de la ville de Novi Pazar dans la région du Sandjak en Serbie
- Nungan Mieu : Chine

## O
- Haut – A
- B
- C
- D
- E
- F
- G
- H
- I
- J
- K
- L
- M
- N
- O
- P
- Q
- R
- S
- T
- U
- V
- W
- X
- Y
- Z

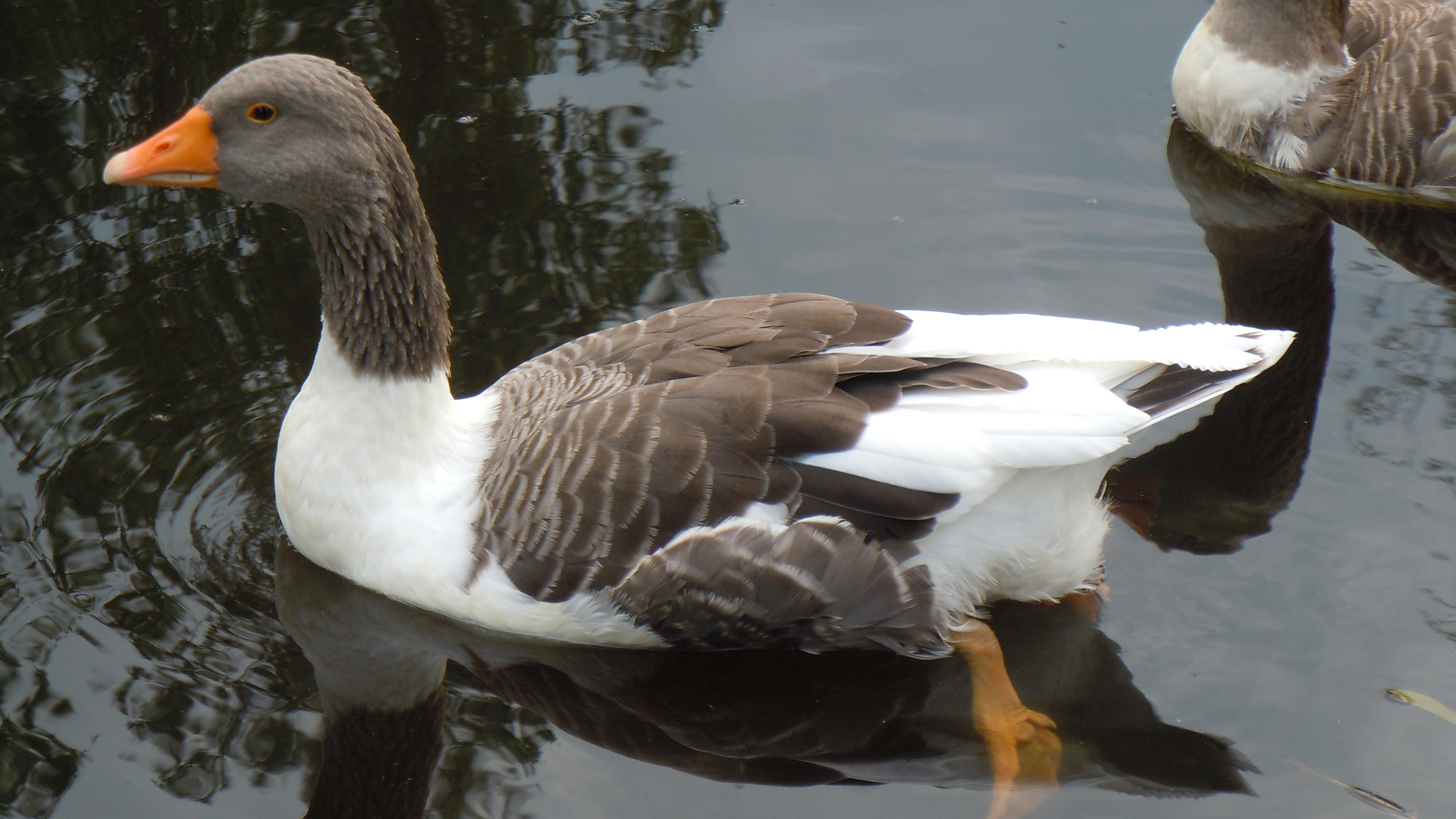
Oie d'Öland.

- Oie d'Obrochino Оброшинская : oie originaire de la ferme expérimentale d'Obrochino en Galicie en Ukraine. C'est un croisement entre la grande oie grise de Russie et l'oie de Chine[1],[2].
- Oie d'Œlande Ölandsgås : oie originaire de l'île d'Œlande au Sud de la Suède
- Oie grise d'Orosháza Orosházi szürke lúd : oie originaire de la ville d'Orosháza dans la région de la Grande Plaine méridionale en Hongrie
- Oie de l'Oural ou Oie de Chadrinsk Шадринская (уральская) : oie originaire de la ville de Chadrinsk à l'est de l'Oural en Russie[1],[2].
- Ouette d'Égypte : race ornementale de canard
- Ouette à tête rousse : anatidé figurant sur la liste des races d'oie domestiques de la FAO. Cette espèce est sauvage et ne fait pas partie des oies élevées au Chili. (Note du traducteur : ganso cabeza colourado est en bon espagnol ganso de cabeza colorada, l'oiseau s'appelle réellement au Chili Cauquén colorado

## P
- Haut – A
- B
- C
- D
- E
- F
- G
- H
- I
- J
- K
- L
- M
- N
- O
- P
- Q
- R
- S
- T
- U
- V
- W
- X
- Y
- Z

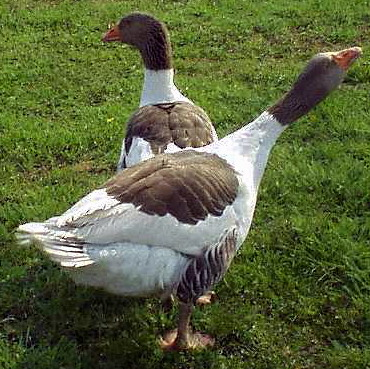
Oies de Poméranie.

- Oie grise de Padoue (Oca grigia di Padova): oie originaire des environs de la ville de Padoue dans la région de la Vénétie en Italie
- Oie de Pereïaslav ou oie de Pereyaslav (Переяславская) : oie originaire de la ville de Pereïaslav dans la région de Kiev en Ukraine. C'est un croisement entre l'oie romagnole et l'oie de Chine[1],[2].
- Oie du pèlerin (Pilgrim goose) : oie probablement originaire d'Irlande et implantée en Amérique. Oie Pilgrim* est une dénomination résultant d'une méconnaissance de l'anglais pilgrim. L'oie est réputée avoir accompagné les premiers colons.
- Oie des Philippines : oie originaire des Philippines
- Oie pie vénitienne (Oca pezzata veneta) : oie originaire de la région de  Vénétie en Italie
- Oie Pilgrim* voir oie du pèlerin
- Oie plaisantine (Oca piacentina) : oie originaire de la province de 
Plaisance dans la région de l'Émilie en Italie
- Oie blanche du Poitou ou oie du Poitou : oie originaire de la région du Poitou en France
- Oie grise du Marais poitevin : oie originaire du Marais poitevin dans la région du Poitou en France
- Rhénane pondeuse prolifique
- Oie de Poméranie ou oie de Rügen (Pommerngans), (Rügener Gans), (Gęś  pomorska), (Pòmòrskô gãs)
- Oie pondeuse allemande   (Deutsche Legegans). (De l'allemand Lege = pondeuse)
- Oie chauve de Pskov (Псковская): oie originaire des environs de la ville de Pskov en Russie occidentale. C'est un croisement entre les oies locales et des oies sauvages à tête blanche de la région[1],[2].
- Oie pulkinės* voir oie de Lituanie. Du lituanien pulkinės = commune, soit oie commune (de Lituanie).

## Q
- Haut – A
- B
- C
- D
- E
- F
- G
- H
- I
- J
- K
- L
- M
- N
- O
- P
- Q
- R
- S
- T
- U
- V
- W
- X
- Y
- Z

- Quingyang : Chine

## R
- Haut – A
- B
- C
- D
- E
- F
- G
- H
- I
- J
- K
- L
- M
- N
- O
- P
- Q
- R
- S
- T
- U
- V
- W
- X
- Y
- Z

- Oie romaine* : voir Oie romagnole.
- Oie romaine huppée* : voir Oie romagnole huppée
- Oie romagnole (Oca romagnola) : oie originaire des environs de la ville de Ravenne dans la région de la  Romagne en Italie. Oie romaine* est une dénomination donnée par les fascistes en 1923.
- Oie romagnole huppée : oie d'exposition ou ornementale.
- Grande oie grise de Russie, (Крупная серая) : oie originaire de la ferme expérimentale de l'Institut ukrainien sur les volailles de reproduction et de l'élevage de volaille Arjenka de Rasskazovo en Russie. C'est un croisement entre l'oie de Toulouse et l'oie italienne[1],[2].
- Oie rhénane pondeuse prolifique ou oie de Basse-Rhénanie (Rheinischer Vielleger (de))
- Oie de Poméranie ou oie de Rügen (Pommerngans *(Rügener Gans)), (Gęś  pomorska), (Pòmòrskô gãs)
- Oie de Rypin (rypinska) : oie originaire des environs de la ville de Rypin dans la région de Cujavie en Pologne

## S
- Haut – A
- B
- C
- D
- E
- F
- G
- H
- I
- J
- K
- L
- M
- N
- O
- P
- Q
- R
- S
- T
- U
- V
- W
- X
- Y
- Z

- English saddleback : nom anglais de l'oie anglaise à selle
- Oie de Scanie (Skånegås) : oie originaire de la province de Scanie au sud de la Suède. Probablement issue de l'oie de Poméranie ramenée d'Allemagne par les soldats suédois au XVIIIe siècle.
- Oie de Sébastopol* : voir oie du Danube, la race ayant été ramenée par le port de Sébastopol pendant la Guerre de Crimée.
- Semois : originaire de la vallée de la Semois en Belgique. Race éteinte.
- Oie Co ou oie Sen (Ngong co)) : oie originaire de la province de Ha Tai au Viêt Nam
- Oie de Shetland (Shetland Goose): oie originaire des Shetland au nord de l'Écosse
- Oie de Shitou : oie originaire du district de Raoping dans la province du Guandong en Chine
- Oie blanche du Sichuan : oie originaire de la province du Sichuan en Chine
- Oie du Simao : oie originaire du District de Simao dans la province du Yunnan en Chine. Race éteinte en 1999.
- Skånegås : nom suédois de l'oie de Scanie
- Oie slovaque du Danube ou oie blanche slovaque (Slovenská biela) : oie originaire du sud de la Slovaquie (Nitra, Levice). C'est un croisement entre les oies locales, l'oie de Hongrie et l'oie d'Emden
- Oie de Smaalenene : oie originaire de la ville de Smaalenene dans le comté d'Østfold en Norvège. Elle est probablement issue de l'oie de Scanie.
- Oie de Solnetchnogorsk : oie industrielle de la ferme d'État de Beriozki de la ville de Solnetchnogorsk en Moscovie en Russie. C'est un croisement entre l'oie de Toulouse, l'oie de Kholmogory et l'oie de Chine[1],[2].
- Oie de Sombor : oie originaire de la ville de Sombor dans le district de la Bačka occidentale dans la province autonome de Voïvodine en Serbie. Probablement dérivée de l'oie du Danube
- Oie de combat de Steinbach (Steinbacher Kampfgans) : oie originaire de la ville de Steinbach-Hallenberg et de Brotterode en Thuringe en Allemagne. Elle est issue probablement d'un croisement entre l'oie commune et l'oie de Chine ou l'oie de combat de Toula.
- Oie de Suchá : oie originaire du village de Suchá nad Parnou dans la région de Trnava en Slovaquie. C'est un croisement entre l'oie de Toulouse, l'oie des Landes ou l'oie de Poméranie
- Oie subcarpathique (Podkarpacka) : oie originaire des Carpates dans le sud de la Pologne
- Oie de Suwałki : oie originaire de la ville de Suwałki dans la région de Podlachie en Pologne
- Oie synthétique d'Ukraine : oie industrielle de la Station de recherche en volaille de Borki dans la région de Kharkov en Ukraine. C'est un croisement entre la grande oie grise de Russie et l'oie blanche rhénane[2]
- Oie blanche de Szentes (Szentesi fehér lúd) : oie originaire du village de Szentes dans la région de la Grande Plaine méridionale en Hongrie

## T
- Haut – A
- B
- C
- D
- E
- F
- G
- H
- I
- J
- K
- L
- M
- N
- O
- P
- Q
- R
- S
- T
- U
- V
- W
- X
- Y
- Z

- Oie de Tacheng voir oie de l'Ili

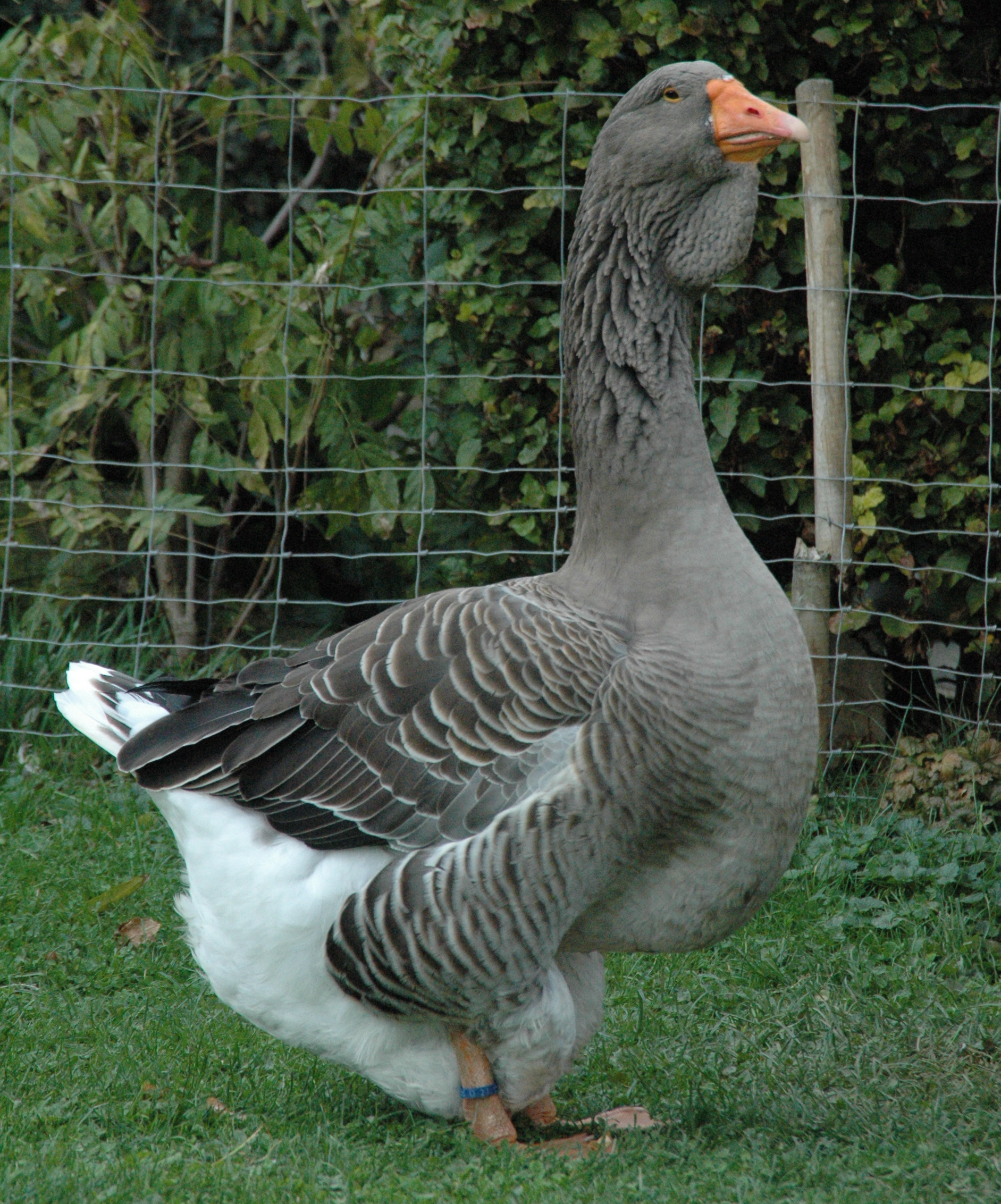
Oie de Toulouse avec fanon.

- Oie de Tai Hu : oie originaire du delta du Yangtsé dans le district de Taihu dans la province d'Anhui en Chine
- Oie du Tarn* : voir oie de Castres
- Oie tchèque (Česká husa)) : oie originaire de République tchèque
- Tchèque allemande
- Oie blanche tchèque : oie originaire de République tchèque
- Oie huppée tchèque  (Česká chocholata husa) : oie originaire de République tchèque
- Oie à tête de lion : oie originaire de Chine
- Oie de Tie-Jia ou Oie de Gang'e : oie originaire de la vallée de l'Anning, dans la préfecture autonome yi de Liangshan dans la province de  Sichuan en Chine
- Oie de Toulouse à bavette (industrielle)
- Oie de Toulouse ou oie de Toulouse sans bavette : oie originaire des environs de la ville de Toulouse dans la région du Languedoc en France.
- Oie blanche de Touraine : oie originaire de la région de Touraine en France
- Oie de Turquie
- Oie de la Vire et du Ton : oie originaire de Gaume (Lorraine belge) en Belgique, le long des rivières Vire et Ton
- Oie de combat de Toula, (Тульская (тульская бойцовая)) : oie originaire des environs de la ville de Toula en Russie[1],[2].
- Oie de Twente : oie originaire de la région de Twente aux Pays-Bas

## U
- Haut – A
- B
- C
- D
- E
- F
- G
- H
- I
- J
- K
- L
- M
- N
- O
- P
- Q
- R
- S
- T
- U
- V
- W
- X
- Y
- Z

- Grande oie blanche d'Ukraine (industrielle)
- Grande oie grise d'Ukraine (industrielle)
- Oie synthétique d'Ukraine : oie industrielle de la Station de recherche en volaille de Borki dans la région de Kharkov en Ukraine. C'est un croisement entre la grande oie grise de Russie ou la grande oie grise d'Ukraine et l'oie blanche rhénane

## V
- Haut – A
- B
- C
- D
- E
- F
- G
- H
- I
- J
- K
- L
- M
- N
- O
- P
- Q
- R
- S
- T
- U
- V
- W
- X
- Y
- Z

- Oie pie vénitienne (Oca pezzata veneta) : oie originaire de la région de la Vénétie en Italie
- Oie de la Vire et du Ton : oie originaire de Gaume (Lorraine belge) en Belgique, le long des rivières Vire et Ton
- Oie vištinės* : oie originaire de village de Vištinė Lituanie.
- Oie argile de Vladimir (Владимирская (ладимирская глинистая)): oie industrielle de l'élevage de volaille Pioner de la ville de Vladimir en Russie. Argile est en référence à sa couleur. C'est un croisement entre l'oie de Kholmogory et l'oie de Toulouse[1].

## W
- Haut – A
- B
- C
- D
- E
- F
- G
- H
- I
- J
- K
- L
- M
- N
- O
- P
- Q
- R
- S
- T
- U
- V
- W
- X
- Y
- Z

- Oie de Wanxi : oie originaire de Wanxi dans la province d'Anhui occidental en Chine
- Oie de Wenshan : oie originaire de la Préfecture autonome zhuang et miao de Wenshan dans la province du Yunnan en Chine. Race éteinte en 1999.
- Oie de Wiers : oie originaire de la commune de Wiers dans le Hainaut belge
- Oie cuivrée de Wugang : oie originaire de la ville de Wugang dans la province du Hunan en Chine
- Oie de Wulong : voir Oie de Huo Yan
- Oie de Wuzhong : oie originaire de la ville de Qingyuan dans la province du Guangdong en Chine

## X
- Haut – A
- B
- C
- D
- E
- F
- G
- H
- I
- J
- K
- L
- M
- N
- O
- P
- Q
- R
- S
- T
- U
- V
- W
- X
- Y
- Z

- Oie Xam ngon Xam : oie originaire de la province de Ha Tay au Viêt Nam. Croisement entre Oie Co et Oie à tête de lion et Oie rhénane
- Oie grise de Xingguo : oie originaire du district de Xingguo dans la province du Jiangxi en Chine
- Oie de Xu Pu : oie originaire des rives de la Xushui dans le district de Xupu dans la province du Yunan en Chine

## Y
- Haut – A
- B
- C
- D
- E
- F
- G
- H
- I
- J
- K
- L
- M
- N
- O
- P
- Q
- R
- S
- T
- U
- V
- W
- X
- Y
- Z

- Oie de Yan : oie originaire de l'est de la province de Anhui en Chine.
- Oie de Yan'e* voir oie de Yan, e signifie de en chinois.
- Oie de Yangjiang ou oie de Huangzhong : oie originaire de la ville de Yangjiang dans la province de Guangdong (Canton) en Chine
- Oie du Yili* voir oie de l'Ili
- Oie grise de Yongkang : oie originaire de la ville de Yongkang dans la province du Zhejiang en Chine
- Oie du Youjiang : oie originaire de la vallée du Youjiang et de la ville de Baise (百色 ; pinyin : Bǎisè) dans la région autonome du Guangxi en Chine

## Z
- Haut – A
- B
- C
- D
- E
- F
- G
- H
- I
- J
- K
- L
- M
- N
- O
- P
- Q
- R
- S
- T
- U
- V
- W
- X
- Y
- Z

- Oie blanche de Zagyvarékasi (Zagyvarékasi fehér lúd) : oie originaire du village Zagyvarékasi dans la région de la Grande Plaine septentrionale en Hongrie
- Oie de Zator (Gęś zatorską) : oie industrielle de l'Institut de zootechnie expérimentale de Zator en Petite-Pologne en Pologne. Elle est issue du croisement de l'oie de Subcarpathie, de l'oie de Chine, de l'oie de Suwałki et de l'oie de Poméranie
- Oie de Zatory*voir oie de Zator.
- Oie blanche du Zhe Dong : oie originaire de l'est de la province du Zhejiang en Chine (cf. ci-dessous ?)
- Oie blanche du Zhejiang oriental : oie originaire de la province de Zhejiang oriental en Chine
- Oie blanche du Zhijin : oie originaire du district du Zhijin dans la province du Guizhou en Chine
- Oie de Zi : oie originaire entre autres de la ville de Suihua dans la province de l'Heilongjiang en Chine